# Kullavere
Kullavere, Kauro – rzeka w Estonii, w prowincji Jõgeva o długości 53 km. Powierzchnia dorzecza wynosi 627 km², a średni przepływ 4,3 m³/s.
Rzeka ma swoje źródło niedaleko wioski Sadala, a wpada do Pejpusu. W rzece występują okonie, szczupaki, miętusy i płocie.